# Varga (Hungria)
Varga é um município da Hungria, situado no condado de Baranya. Tem 8,36 km² de área e sua população em 2019 foi estimada em 75 habitantes.